# 索斯尼夫卡 (伊萬基夫區)
50°47′47″N 30°1′34″E / 50.79639°N 30.02611°E
索斯尼夫卡（烏克蘭語：Соснівка）是位於烏克蘭北部的村莊，由基辅州维什霍罗德区的伊萬基夫市鎮負責管轄。該村始建於1600年，面積3平方公里，海拔高度134米，2001年人口311，人口密度每平方公里103.7人。